# Cankarjeva ulica, Maribor
Cankarjeva ulica je ulica v Mariboru. Ustanovili so jo leta 1896 v Graškem predmestju od Reiserjeve hiše na Partizanski cesti do Razlagove ulice, ki so jo poimenovali Reiser Gasse po nekdanjem Mariborskem županu Otmarju Reiserju, ki je bil rojen leta 1792 v Kappeli pri Bilingenu v Schwarzwaldu. V letu 1825 je postal odvetnik samostanske posesti Vetrinjski dvor v Mariboru. Marca 1850 ga je odbor meščanov enoglasno izvolil za župana. V času svojega županstva je naredil ogromno stvari za razvoj svojega mesta.  Župan je ostal do leta 1861 in umrl 15. januarja leta 1868. Ulico so leta 1888 podaljšali do Tomšičevega drevoreda, do koder sega še danes. 
Leta 1919 so ulico preimenovali v Cankarjevo ulico, a so jo po nemški okupaciji znova poimenovali Reiser gasse. Maja 1945 so ji vrnili slovensko ime Cankarjeva ulica.